# Renato Bracci
Renato Bracci, född 8 september 1904 i Livorno, död 2 mars 1975 i Livorno, var en italiensk roddare.
Bracci blev olympisk silvermedaljör i åtta med styrman vid sommarspelen 1932 i Los Angeles.